# Очі дракона
«Очі дракона» (англ. The Eyes of the Dragon) — роман американського письменника  Стівена Кінга, написаний в нехарактерному для автора жанрі фентезі, вперше опублікований в 1984 року друкарнею Philtrum Press. Масове видання книги, організоване видавцем Viking, припало на 1987 рік. Дія твору відбувається в казковому королівстві Делейн, в якому спадкового принца звинувачують у вбивстві короля. Книга має деякі паралелі з серією про Темну Вежу, передусім це стосується антагоніста, чаклуна Флегга, який є одним зі знакових персонажів «Темної Вежі» та «Протистояння».
Твір, написаний в дусі епосу про мечі та магії, з'явився завдяки дочці письменника Наомі, якій і присвячено роман. Низка шанувальників письменника негативно поставилися до цієї роботи, переважно через обраний жанр і тон оповіді. Більшість літературних критиків прихильно сприйняли роман, відзначивши казкову атмосферу, сюжет, який може сподобатися як дітям, так і дорослим, а також художнє оформлення. До кінця 1980-х років надруковано понад два з половиною мільйони екземплярів книги. Кілька разів планувалося екранізувати «Очі дракона» — у форматі анімаційної стрічки, кінофільму або міні-серіалу, однак станом на 2017 рік жоден з цих проектів не реалізований.

## Сюжет
Дія книги розгортається в королівстві Делейн. Оповідання ведеться від імені безіменного оповідача, який часто додає власні коментарі щодо мотивації персонажів. Придворний чарівник Флегг прагне знищити королівство. Королева Саша народжує принца Пітера, благородного і потенційно гідного майбутньої корони. Флегг вважає, що його плани можуть опинитися під загрозою зриву через Пітера. Після того як королева вагітніє другою дитиною, маг підмовляє акушерку нашкодити Саші. Після пологів, внаслідок яких на світ з'являється другий син короля Томас, Саша помирає від крововтрати. Спадковий принц Пітер, ставши підлітком, кожної ночі приносить келих вина своєму батькові перед сном. Флегг, домігшись прихильності Томаса, показує йому таємний прохід, у якому, крізь трофейне опудало дракона можна підглядати за батьком. Задумавши скомпрометувати принца, маг розчиняє в келиху отруту під назвою «Драконячий пісок» і в підсумку звинувачує у вбивстві короля Роланда його старшого сина. Томас бачить вбивство крізь очі опудала.
Після суду юнака ув'язнюють на вершину Голки — в'язниці для державних злочинців. Королем стає молодший брат Пітера дванадцятирічний Томас. Через його молодість і недосвідченість країною фактично керує Флегг. На початку свого перебування в Голці, Пітер надсилає записку судді, який визнав його винним, з проханням передати старий ляльковий будиночок своєї матері і приносити серветки з кожним прийомом їжі. Суддя спантеличений настільки незвичайним проханням, але погоджується на цю примху. Через п'ять років Пітер утікає з в'язниці, зробивши мотузку з допомогою іграшкового ткацького верстата і ниток, які він діставав з серветок. Після втечі він і його союзники поспішають отримати лук і стріли Роланда. Флегг, проявивши свою демонічну сутність, збирається вбити чинного короля і його брата. Томас, у якого опинився лук, стріляє в чарівника і потрапляє в око, однак останній, застосувавши магію, зникає. Наприкінці роману Пітера оголошують законним королем. Томас, якого стали зневажати у королівстві, вирушає разом зі своїм дворецьким, Деннісом, на пошуки Флегга. Вони його знаходять і б'ються, проте оповідач не розкриває результату битви:135-137.

## Створення

### Написання
Після закінчення робіт над «Талісманом», у Кінга накопичилося багато образів і невикористаних сюжетних ходів:170-171. Задум книги виник у Стівена від бажання написати щось для своєї дочки Наомі. Якщо син письменника Джо Гілл читав «Протистояння» і «Доля Салему» вже в підлітковому віці, то Наомі не хотіла знайомитися з творчістю свого батька. Кінг, пояснюючи натуру Наомі, казав, що їй не було діла до вампірів, покійників і слизьких повзучих тварюк. З-поміж письменників вона захоплювалася Ентоні Пірсом, Джоном Стейнбеком, Куртом Воннегутом і Вільямом Шекспіром. «Вона не прочитала жодної з моїх речей, і це певним чином мене зачіпало. І тоді я подумав: гаразд, раз гора не йде до Магомета, то Магомет піде до гори», — відзначав письменник:253-255. Коли Кінг запитав, що ж їй подобається, вона відповіла: «Дракони». Роман, під робочою назвою «Серветки» (англ. The Napkins), оповідав про суперництво двох братів у фентезійному королівстві. Книга була готова до 1983 року:253-255:10. Кінг називав її епосом у дусі історій про магію і меч короля Артура. Письменник значно знизив рівень крові і насильства в тексті — деталі відповідних сцен читач з багатою уявою міг додумати самостійно.
Наомі, прочитавши твір, залишилася ним задоволена:253-255. Дочка сказала батькові, що в історії був тільки один недолік — те, що вона закінчилася. Редагуванням книги займалася позаштатна редакторка Дебора Броді, яка раніше працювала з такими дитячими авторами, як Джейн Йолен і Патрісія Райллі Гіфф. Броді попросила Кінга раніше ввести в оповідь Бена, найкращого друга Пітера: в оригіналі він з'явився лише в середині книги: «Стів кілька разів згадав його ім'я в різних сценах на самому початку, а потім навіть написав новий епізод з перегонами в мішках, щоб пояснити, як між хлопчиками зародилася дружба. Це дуже захопливий момент для будь-якого редактора: коли ти ставиш письменнику правильне питання і отримана відповідь перевершує всі твої очікування». Кінг з розумінням поставився до її редакторських правок:253-255. Перед публікацією письменник змінив назву роману на «Очі дракона»:253-255. У ньому присутні перехресні зв'язки з книгами «Безсоння», «Талісман», «Роза Марена», «Відчай» і «Регулятори».

### Персонажі
У книзі фігурує близько шістдесяти персонажів. Твір присвячено Бену Страубу, синові Пітера Страуба і Наомі Кінг. Вони фактично стали прообразами двох другорядних персонажів, які в підсумку одружуються у фіналі твору. Томас і Денис мимохіть згадуються на сторінках серії «Темна Вежа»:170-171, зокрема Роланд зустрічає їх в останні дні Гілеада:137 і стає свідком, як один з них був перетворений на собаку. «Шукач», «Очі дракона», «Протистояння» і, певною мірою, «Серця в Атлантиді», мають одного антагоніста — Рендалла Флегга:63, 133. Хронологічно це його перша поява. У книзі згадано, що Флегг був своєрідною навалою для королівства впродовж п'ятисот років. Персонаж повернувся з Гарлана за 80 років до початку правління короля Роланда, але постарів не більше ніж на десять років до початку основних подій книги. За своїм звичаєм, він часто змінював імена, і в різний час звався лордом-катом Біллом Хінчом і співаком Броунсом:135-137. 
| Ліві лапки | Він хотів, чого завжди хочуть злі люди, здобути владу і використовувати її на горе іншим. Королівський трон анітрохи його не цікавив, тому що голову короля дуже вже часто насаджували на піку на мурі, якщо щось йшло не так. Але радники королів... павуки з тіні... ці люди зазвичай зникали, як нічні тіні на зорі, ледь починала опускатися сокира ката:136. | Праві лапки |

У романі риси Флегга мають більш неоднозначний характер, а його роль подібна до Мерліна з безсистемною природою зла. На додаток до божевілля, жорстокості, озлобленості і здібностей змінювати форму, книга відкриває нові грані персонажа як знахаря, чарівника і шамана. Кінг писав, що він ходив у капюшоні, приховуючи обличчя, багато знав про сильні отрути і користувався книгою заклинань, обтягнутою людською шкірою. Тривале читання цієї книги могло призвести до божевілля, тому за тисячу років він здужав лише чверть книги. Зазначена особливість ріднить книгу з Некрономіконом і творчістю Говарда Лавкрафта:135-137. Він також був володарем магічного кристала, однак чи належить він до Веселки Мерліна, особливим артефактам з Темної Вежі, на зразок палантірів, незрозуміло. Флегг не може стати невидимим, але йому під силу стати «тьмяним»; він може випускати вогонь з пальців:135-137. В описах Кінг вказує на темну людину, який ллє отруту у вуха короля, що є відсиланням до «Гамлета». Попри те, що результат битви Томаса і Флегга невідомий, останній, судячи з усього, виживає, щоб продовжувати творити зло:135-137.

### Публікація
Кінг видав роман на власні кошти у своїй невеликій друкарні Philtrum, яка раніше надрукувала «Рослину»:253-255. Тисячу копій, пронумерованих чорними чорнилами з автографом письменника, було продано через лотерею шанувальникам творчості письменника по $120 за штуку, а повторний тираж — двісті п'ятдесят підписаних примірників, пронумерованих червоними чорнилами, Кінг розіслав своїм друзям разом з різдвяними листівками:253-255. Ще існувало 26 копій від A до Z, нанесених чорними чорнилами, які спочатку не були призначені для продажу. Усі примірники цього видання мали тверду червону палітурку, негабаритний формат і їх проілюстрував Кенні Рей Лінчос (англ. Kenny Ray Linkhous). На цей тираж було витрачено 45 тисяч великих аркушів паперу, виготовлених у Франції. Лише десять копій книги були підписані і письменником, і ілюстратором, що робить їх найрідкіснішою версією цього видання. 
Роман, який спочатку не планувався для повномасштабної публікації, все ж опублікувало 2 лютого 1987 року видавництво Viking:253-255. За художнє оформлення відповідав Девід Палладіні. Перший тираж «Очей дракона» становив 1 мільйон копій. За перший час було продано 400 тисяч примірників роману:170-171, а за підсумками першого року друку — 525 тисяч копій. До січня 1988 року було надруковано 2,6 мільйона примірників книги. За даними Publishers Weekly, за підсумками 1980-их «Очі дракона» розійшлись тиражем 750 тисяч примірників Права на публікацію твору з 2016 року належать видавництву Scribner. Аудіокнигу випустили в травні 2010 року Penguin Audiobooks. Текст читав Бронсон Піншо, який раніше знімався в ролі Крейга Тумі в міні-серіалі «Лангольєри».

## Критика
Роман посів дев'яте місце в списку бестселерів 1987 року за версією газети Нью-Йорк Таймс, загалом пробувши в ньому 26 тижнів. Багатьом прихильникам письменника книга не припала до смаку через жанрову спрямованість, тон оповіді, «плаксивих» героїв і втечу головного лиходія, який залишився безкарним. Ймовірно, через подібну критику згодом автор написав роман «Мізері». School Library Journal писала: «У той час як деякі шанувальники Кінга, які хочуть, щоб їхній улюблений письменник працював тільки над жахами, продовжують бурчати, любителі фентезі та пригод з більш відкритим розумом знайдуть в «Очах дракона» ретельно вивірену розважальну книгу». Publishers Weekly відзначала стриману зрілість, стильність і успішність зусиль автора на ниві фентезі. Охарактеризувавши роман як «зворушливу історію братерської любові», видання порекомендувало книгу до прочитання як підліткам, так і дорослим.
«Очі дракона», які уособлюють відхід Кінга від жанру жахів, за словами The New York Times виконані набагато більш елегантно, ніж всі написані до цього моменту письменником книги. Стівен талановито створює казкову атмосферу, наповнену яскравими барвами. Історія, вільна від жаргону і непристойностей, нагадує творчість Мілна, Андерсена та братів Грімм. Персонажі твору повні чарівності, навіть заздрісний і плаксивий Томас. «Очі дракона» звертаються до дитини всередині дорослого. Утім, у тексті зустрічаються і «дорослі» елементи, зокрема описи сексуальних практик правителя Делейна. Манера поведінки оповідача нагадує тон вступів постійним читачам, які Кінг часто використовує у своїх романах. Фінал за-Кінгом просто не міг бути щасливим, тому читачі залишаються в дещо підвішеному стані після закінчення книги. Раптове зникнення Флегга багато в чому нагадує кінцівку «Протистояння». Роман починається повільно, поступово набираючи обертів і закінчується захопливою кульмінацією.
Бен П. Айндік (англ. Ben P. Indick) похвалив основну ідею, вважаючи оповідь яскравою, образотворчої драмою, яка викликала ефект «широких очей і відкритих ротів». Стівен Спігнессі вважав роман чимось більшим, ніж просто дитячою історією. Книга також подобається і дорослим, що робить її схожою на «Хроніки Нарнії» Клайва Льюїса і «Гобіта» Толкіна. «Очі дракона» — одна з небагатьох книг Стівена Кінга, яку можна порадити тим, хто не любить жанр жахів. Особливо авторові сподобалося вміння Флегга ставати тьмяним: «... супердержаві № 1 непогано б мати таку здатність!». Шерон Рассел похвалила художнє оформлення книги, зазначивши, що вона виглядає як ілюстрований рукопис, зокрема і завдяки тому, що перша буква кожного розділу виведена з використанням особливої гарнітури. Журнал AudioFile позитивно оцінив роботу Бросона Піншо над аудіокнигою. Йому добре вдавалися як позитивні ролі, так і негативні, які різко контрастують. Його загрозливий шепіт може налякати дітей молодшого віку. Актор представив персонажів з увагою і дотепністю.
Майкл Коллінз порівнював собаку, яку згадано на сторінках роману, зі здоровим «Куджо», а своєю поведінкою Флегг наприкінці твору нагадує персонажа Джека Ніколсона з «Сяйва». Багато спільного автор бачив і в епопеї «Володар перснів», зокрема Денніса порівнював з Фродо; зло в «Очах дракона» неможливо остаточно перемогти, як неможливо до кінця знищити Саурон. Дослідник зазначав, що очі дракона мали жовто-зелений відтінок. Ці кольори, які мають велике значення в белетристиці письменника, уособлюють монстрів, прибульців і саме зло. Есе, яке склав літературознавець для своєї книги The Many Facets of Stephen King похвалив сам Кінг, назвавши його «прекрасним і проникливим».

## Екранізація
Спочатку роман мав бути екранізований у форматі анімаційної стрічки. Ідею такого втілення висловлював сам Кінг ще в 1989 році. Одинадцять років по тому виробництво картини доручили французькій компанії WAMC Entertainment. Запланований бюджет за оцінками становив 45 мільйонів доларів. Картина мала з'явитися наприкінці 2001 або на початку 2002 року. Творці обіцяли якусь суміш класичного фентезі, саспенса і чорного гумору. Реліз фільму не відбувся, права компанії закінчилися 2005 року. Згодом, на хвилі захоплення фентезі, тренд на який задала «Гра престолів», зацікавленість в адаптації роману висловлював канал Syfy. Екранізацію могли зробити як у форматі кінофільму, так і міні-серіалу. Сценаристами і виконавчими продюсерами найняли Майкла Тейлора («Зоряний крейсер «Галактика»») і Джеффа Вінтара («Я, робот»). Новин про призначення режисера не надходило.

## Нотатки
1. ↑  Згідно з іншими джерелами, Наомі прочитала «Керрі» і книга їй не сподобалась[5].
2. ↑  Ерліхман вказує, що автор закінчив книгу в листопаді 1984 року[4]:360.
3. ↑  Конкретніше — в «Крізь час». Делейн також фігурує в «Стрілку» і «Темній вежі»[12]. Найбільш очевидний зв'язок між творами можна побачити в «Маленьких сестрах Елурії»[5].